# Claude Alphonse Nsilou
Claude Alphonse Nsilou est un homme politique congolais. Il est ministre du Commerce, des Approvisionnements et de la Consommation (avec rang de ministre d'État) depuis le 22 août 2017.
Il fut auparavant Ministre de la Construction, de l'Urbanisme, de la Ville et du Cadre de vie (2002-2017), ainsi que brièvement ministre de l'Équipement et des Travaux publics sous la présidence de Pascal Lissouba (1992-1993).
Il est également président du parti Rassemblement citoyen (RC), appartenant à la majorité présidentielle, qu'il créa en 1998. 

## Biographie
Architecte de profession, Claude Alphonse Nsilou intégra tout d'abord le Mouvement congolais pour la démocratie et le développement intégral (MCDDI) de Bernard Kolélas. Il devient ensuite ministre de l’Équipement et des Travaux publics sous la présidence de Pascal Lissouba, dans le gouvernement de Claude-Antoine Da-Costa (décembre 1992 - juin 1993). 
En 1998, il quitte le MCDDI pour créer son propre parti, le Rassemblement citoyen (RC), appartenant à la majorité présidentielle.
Le 18 août 2002, il est nommé ministre de la Construction, de l'Urbanisme, de l'Habitat et de la Réforme foncière à la place de Florent Ntsiba. En 2007, son portefeuille change de nom, et il devient ministre de la Construction, de l’Urbanisme et de l’Habitat. Enfin, le 30 avril 2016, lors d'un remaniement faisant suite à la réélection de Denis Sassou-Nguesso, il accède au statut de ministre d’État chargé de la Construction, de l'Urbanisme, de la Ville et du Cadre de vie dans le gouvernement Clément Mouamba I.
Le 22 août 2017, à la suite d'un remaniement, il est nommé ministre du Commerce, des Approvisionnements et de la Consommation (avec rang de ministre d'État) dans le gouvernement Mouamba II et est reconduit en 2021 dans le gouvernement Makosso.